# Nowolesie (obwód brzeski)
Nowolesie (biał. Навалессе, Nawalessie; ros. Новолесье, Nowolesje; hist. Nawlesie) – wieś na Białorusi, w obwodzie brzeskim, w rejonie małoryckim, w sielsowiecie Ołtusz, w pobliżu granicy z Ukrainą.
Wieś położona jest przy Rezerwacie Krajobrazowym Polesie Nadbużańskie.

## Historia
W XIX i w początkach XX w. wieś i majątek ziemski położone w Rosji, w guberni grodzieńskiej, w powiecie brzeskim.
W dwudziestoleciu międzywojennym leżało w Polsce, w województwie poleskim, w powiecie brzeskim, w gminie Ołtusz. W 1921 wieś liczyła 273 mieszkańców, w tym 169 Rusinów, 100 Polaków i 4 Bałorusinów. Wszyscy mieszkańcy byli wyznania prawosławnego.
Po II wojnie światowej w granicach Związku Sowieckiego. Od 1991 w niepodległej Białorusi.